# Політичний популізм в Україні
Політичний популізм в Україні — політика і окремі дії, що ґрунтуються на пропаганді простих рішень задач, які таких рішень не мають, і використанні зазначеної пропаганди для протиставлення широких мас населення і політичних організацій та критики останніх. 

## Причини виникнення
З розпадом СРСР та переходом від авторитарно-тоталітарної системи до демократії в Україні утворилися нові політичні партії та рухи. В результаті утилізації залишків комуністичної системи, проти якої була направлена більшість діяльності нових політиків, подальшого руйнування пострадянської економіки, відсутності політичної культури та демократичних традицій у населення, новоутворені партії та рухи взяли на озброєння популізм.
Популізм в країнах сталих західних демократій сповідують окремі невеликі партії, які не відіграють помітної ролі в політичному житті, що дозволяє втримувати політичну систему сталою. Популізм в Україні характерний для більшості великих політичних партій, що загалом свідчить про низький рівень політичної культури населення та є наслідком контрпродуктивної діяльності багатьох ЗМІ.

## Методи та засоби популізму в Україні
В 2011 році український економіст і політик Віктор Пинзеник зазначив, що українська влада намагається розмовляти з населенням «мовою шлунка». При цьому важлива з точки зору стану національної економіки інформація ставала недоступною, що дозволило представникам влади застосовувати маніпулятивні технології управління.

## Небезпека популізму для держави
Після Помаранчевої революції популізм став ледве не панівним напрямом у політичній практиці. Під гаслами популізму пройшли виборчі кампанії до Верховної Ради 2006 і 2007 років. Після 2005 року політичний клас перестав впроваджувати реформаторські стратегії та перемикнувся на перерозподіл власності та рекламу численних соціальних обіцянок населенню. 
Революція гідності не дозволила перебороти високий рівень популізму в українському суспільстві та політиці. Ба більше, популізм став домінувати політичному житті та створювати негативний вплив на суспільні та політичні процеси маючи своїм наслідком погану прогнозованість політичних процесів та зростання ризиків в процесах управління державою. Популізм ускладнює структурні реформи в економічній, політичній та соціальній сферах. Таким чином, політичний популізм стає все більшою загрозою для цінностей та принципів України як правової держави та становить загрозу національній безпеці країни.
Колишній Президент України, Віктор Ющенко таким чином оцінив економічну політику, яку провадили українські уряди після проголошення незалежності України:
|  | «Той економічний курс, який запропонували Україні, — це, вибачте, вонючий популізм 17-х років. З ним не можна зустрічати кризу, з ним не можна боротися – це не світогляд третього тисячоліття. Пустим популізмом, солодкими речами, відсутністю жорсткого державного підходу, в тому числі по економічних і фіскальних питаннях, ми не дамо відповіді». |

## Популізм в Україні та внутрішня політика
Пропаганда простих рішень для розв'язання складних проблем дозволяє приходити до влади особам, які відкрито або неявно сповідують жорсткі методи управління. Так, українська письменниця і громадський діяч Оксана Забужко вважає, що Юлія Тимошенко є не тільки популісткою, але і «ідеальною моделлю популістського диктатора».

## Популізм в Україні та світова політика
Американський філософ, професор Стенфордського університету Френсіс Фукуяма в березні 2018 року зазначив: 
|  | «Нинішні демократичні перетворення в Україні насправді є частиною глобального процесу боротьби за демократію з популізмом і авторитаризмом, тому успіх українців матиме велике значення не тільки для Європи, а й для світу в цілому.» |

## Наслідки
Поширення популізму ускладнює довгострокове прогнозування в економіці, стає на заваді реформам та унеможливлювало залучення в економіку серйозних довгострокових інвестицій.